# 貓的搖籃
猫的摇篮（英語：Cat's Cradle），是美国作家库尔特·冯内古特的科幻小说，初版於1963年。
小说的题目来自翻绳游戏。
在小说中，作者虚构了一种称为布克農教的宗教。

## 故事概要
主角 約拿（John），是一名作家，他原本打算寫一本關於 「原子彈之父」菲利克斯·霍尼克博士（Felix Hoenikker） 的書，這位虛構的科學家在小說中是曼哈頓計畫的關鍵人物之一。然而，約拿在調查過程中，發現霍尼克博士不僅發明了原子彈，還留下了一個更致命的發明——「冰-9」，一種能讓水瞬間結晶的物質，足以毀滅世界。
約拿的旅程將他帶到了 聖羅倫索島（San Lorenzo），一個虛構的貧窮加勒比小國。這個國家被獨裁者統治，人民則信仰一種名為 「博卡儂教」（Bokononism） 的宗教。這個宗教充滿悖論與幽默，例如它明言 「所有宗教教義都是謊言」，但信徒仍虔誠地遵從。
隨著故事發展，霍尼克博士的三個子女掌握了「冰-9」，而這種物質最終落入錯誤的手中，導致全球性的災難。小說的結局荒誕又諷刺，突顯了人類對科學的濫用與無知的危險性。

## 中译本
- 《猫的摇篮》，世界禁书文库，远方出版社, 2001，ISBN 7805956960, ISBN 9787805956961